# Patrick Ascione

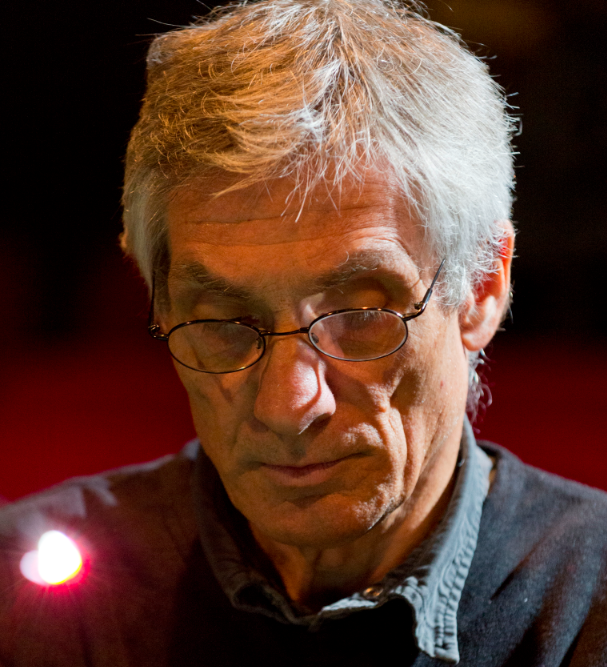
Patrick Ascione, janvier 2014, Concert Auditorium Saint-Germain, Paris. Photo : Didier Allard Ina

Patrick Ascione (Paris, 22 octobre 1953 -  Calvados, 21 novembre 2014) est un compositeur français de musique électroacoustique.

## Biographie
Après des études musicales classiques, il suit une formation de plusieurs années à l’Institut international de musique électroacoustique de Bourges, (IMEB, anciennement GMEB) et devient membre du groupe jusqu'en 1984.
Il aborde parallèlement la composition par ordinateur à l’IRCAM (Institut de Recherche et Coordination Acoustique/Musique) à Paris, puis se consacre à la composition et à la recherche.
Invité par les principaux centres de créations et de recherches (GMEA Albi, GMVL Lyon, CIRM Nice dirigé par Michel Redolfi, studio delta P de La Rochelle, Musiques & Recherches à Bruxelles, Réseaux des arts médiatiques à Montréal…), c’est plus généralement à l'IMEB de Bourges et à l’INA-GRM (Groupe de Recherche Musicale de l'Institut National de l’Audiovisuel) à Paris, qu'il compose le plus souvent.
Ses œuvres pour le concert (parfois musiques d’application) sont issues essentiellement de commandes des principaux centres et studios, ou de l’État (Ministère de la Culture, DRAC). Créées en France ou à l'étranger, elles sont radiodiffusées par France Musique et France Culture, ainsi que par des radios internationales. Elles ont été primées àplusieurs reprises, notamment : Prix Villa-Médicis pour le Canada (Ministère des Affaires étrangères) en 1991.
Il enseigne la composition au Conservatoire de La Rochelle, fonde un cours de musique électroacoustique au Conservatoire de Cherbourg en 2003 avec l'aide de la DRAC Basse-Normandie, et intervient en tant que formateur au CeFEDeM (Centre de Formation des Enseignants de la Danse et de la Musique). Il participe à des jurys de concours internationaux de composition acousmatique en France et à l’étranger.
Deux périodes musicales distinctes caractérisent son parcours :
- À partir de 1978, il évoque dans ses musiques le lien étroit qui existe entre la musique électroacoustique et la peinture, ces deux expressions étant d'abord des arts de support et de fixation des sons ou des couleurs (Métamorphoses d'un Jaune Citron, Bleus et formes, Polyphonie-Polychrome…).
- En 1986, son travail s'oriente vers ce qu'il appelle la Polyphonie spatiale[4], approche ayant pour concept l'élargissement du principe des techniques de l'enregistrement multipiste et l'application pour le concert d'une pratique de composition nouvelle consistant à intégrer dans le processus même d'écriture de l'œuvre les paramètres de spatialisation et de diffusion : Espaces-Paradoxes, Arènes-Around, Chants Sphériques, Couleurs d'espaces, Holophonie ou la baleine rouge, Danse de l’aube, Barcarolle pour studio et bande, Énième, Figures de style (suite de mouvements intitulés Ascionerie et numérotés de 1 à 4), pièces en 8 et 16 pistes réelles.

## Discographie
- 1995 Métamorphose d'un jaune citron (Cinéma pour l'oreille, MKCD 014, France)
- 1995 Polyphonie-polychrome[5] (Empreintes DIGITALes, IMED 9522, Canada, en collaboration avec l'INA.GRM. Préface de Michel Chion)[6]
- 2002 Primitive ; Espaces-Paradoxes (Ina-GRM, INA_E 5012, France)
- 2021 Figures De Son[7],[8] chez Empreintes DIGITALes, IMED 21171, 2021

### Compilations
- Prix International Léonce Petitot (Coproduction Centre Noroit d'Arras et INA/GRM, France, 1989)
  - Lune noire
- Cultures Électroniques (GMEB/CIME/UNESCO, France, 1996)
  - Métamorphose d'un Jaune Citron
- A Storm of Drones (Asphodel (en), États-Unis, ASP 0966, 1995)
  - Lune noire
- 50 ans de Musique électroacoustique au GRM (Édition Teatro Massimo de Palerme, Italie, novembre 2001)
  - Primitive (extrait)
- Cultures Électroniques (IMEB, France, 2003)
  - Divertissement

## Catalogue des œuvres
Source:
La liste présentée ici (sur un total d'environ 300 pièces) ne représente que les œuvres qui ont fait l'objet de commandes ou qui ont été enregistrées sur disque et créées en public.

### Pièces analogiques stéréophoniques
- Soleil Baroque (1977) 15:00, studio de l'auteur.
- Fontaines (1978) 4:30, studio de l'auteur, sélectionnée par la SACEM et l'EPAD (Établissement pour l'aménagement de la Défense) pour le Bassin de Yaacov Agam à la Défense.
- Guernica  (1978) 15:40. Pièce réalisée à l’Institut International de Musique Électroacoustique de Bourges IMEB.
- Métamorphose d'un Jaune Citron (1978) 14:00, IMEB et studio de l'auteur. Œuvre primée au Concours International de Bourges en 1979. Éditée.
- Bleus et Formes (1980) 16:10. Commande du Groupe de Recherche Musicale de l'INA, création en 1982 au Grand auditorium de Radio France, Paris.
- À la Mémoire (1980) 14:45 IMEB. Création au Festival International de Musiques électroacoustiques de Bourges en 1980.
- Orlanda (1981) 14:40 IMEB. Création au Festival International de Musiques électroacoustiques de Bourges en 1981.
- Sur Champ d'Azur (1984-86) 20:42. Commande de l'INA-GRM, Création au Grand auditorium de Radio France en 1986. Éditée.
- Valeurs d'Ombre (1986) 25:15. Commande de l'INA-GRM, Création au Grand auditorium de Radio France en 1987. Éditée.
- Sonnerie de Pâques (1987). Studio de l'auteur (non créée SACEM).
- Aquarelle en Sol (1987) 21:10. Composée au GES de Vierzon, création au Groupe de Musique Vivante de Lyon (GMVL) en 1987.
- Lune Noire (1987-89) 19:51. Commande de l'INA-GRM, création au Grand auditorium de Radio France en 1988. Éditée. Œuvre primée au 1er Concours International Noroit-Léonce Petitot (Arras, France, 1989).

### Pièces stéréophoniques sur support numérique
- Suite Blanche pour les Temps Nouveaux (1995). Commande du Centre International de Recherche Musicale (CIRM) de Nice. Création au Musée d'Art Moderne de Nice dans le cadre du Festival MANCA (Musiques actuelles Nice-Côte d’Azur). Œuvre primée au Prix International Ars Electronica 1995 (Autriche).
- Cet extrême silence des couleurs (1996). Commande de l'Institut International de Musique Électroacoustique de Bourges. Création au 29e Festival International de Bourges.
- Primitive (1996). Commande de l'INA-GRM, création à la salle O. Messiaen de Radio France en 1996. Éditée. Œuvre primée au Prix International Ars Electronica 1996 (Autriche).
- Quantique Musique (1997). Commande de l'INA-GRM, création à la Salle O. Messiaen de Radio France en 1996.
- 15 août 1995 (1996), création au 20e Festival International de Musiques Expérimentales de Bourges. Composée à la demande de l'IMEB.
- Et puis l'oubli (1998). Commande de l'Institut International de Musique Électroacoustique de Bourges. Création en juin 1998 au Festival International de Musiques Expérimentales de Bourges, Grande salle de la Maison de la Culture. Œuvre nommée au Concours International de Musique Électroacoustique de Bourges 1998.
- Boléro Picasso (1999). Commande de l'Institut International de Musique Électroacoustique de Bourges. Création en juin 1999 au Festival International de Musiques Expérimentales de Bourges Palais Jacques Cœur. Œuvre sélectionnée au Concours International de Musique Électroacoustique de Bourges 1999.
- Divertissement (2001). Commande de l'Institut International de Musique Électroacoustique de Bourges. Création le 9 juin 2001 au 31e Festival International des Musiques et Créations Électroniques de Bourges, Grande Salle de la Maison de la Culture André Malraux.

### Pièces multipistes sur support analogique (16 pistes)
- Espaces-Paradoxes (1989) 31:00 / commande de l'INA-GRM, création salle Olivier Messiaen, Maison de Radio France en 1990. Éditée. Œuvre primée au Concours International « Ars Electronica 1994 » (Autriche). Cette pièce représente la première œuvre électroacoustique réalisée en 16 pistes réelles contrôlées en studio sur un dispositif de 16 haut-parleurs disposés en cercle, avec un contrôle permanent de sa version stéréophonique pour le disque ou la radio à chaque étape de sa composition.
- Arènes-Around (1990) / GES Vierzon, résidence du Ministère de la Culture.

### Pièces multipistes sur support numérique (16 & 8 pistes)
- Chants Sphériques (1991) 22:30. Commande du CIRM (Centre International de Recherche Musicale de Nice), création au Musée d'Art Moderne de Nice en 1991.
- Grands Ciels, Prix Villa-Médicis Hors les Murs 1991.
- Couleurs d'espaces (1993) 20:00. Commande de l'INA-GRM, création salle O. Messiaen, Maison de Radio France, 1993.
- Holophonie ou la baleine rouge (1999-2000) 20:00. Commande de l'INA-GRM, création le 8 janvier 2000, salle O. Messiaen de la Maison de Radio France.
- Danse de l’Aube (2000-2002) 20:00. Commande de l’État (Ministère de la Culture) et de l’INA-GRM. Création le 15 juin 2002, salle O. Messiaen de la Maison de Radio-France (Paris).
- Énième(2004) 10:10. Commande de l’IMEB (version 8 pistes).
- Barcarolle pour studio et bande (2004) 12:36. À Annette Vande Gorne. Commande de Musiques et Recherches.
- Figures de style (suite de mouvements intitulés « Ascionerie ») :
  - Ascionerie no 1 (2006) 12:45. Commande de l’INA-GRM
  - Ascionerie no 2 (2006) 11:45. Œuvre réalisée dans les studios de Musiques et Recherches (Belgique), et de l’auteur. Création le 28 avril 2006, Bruxelles.
  - Ascionerie no 3 (2007) 15:00. Commande du Studio Instrumental et de la DRAC-PACA. Création juin 2007, Pavillon Vendôme d'Aix-en-Provence.
  - Ascionerie no 4 (2002-2007) 17:22. Commande de la DRAC Basse-Normandie, réalisée dans le studio de l'auteur et au studio d'Hérouville Saint-Clair. Création juin 2007 au CRAC (Centre Régional des Arts du Cirque) de Cherbourg lors du Festival « Acousmatic 1.0 »
  - Ascionerie no 5 (2009) 20:34. Commande de l’État (Ministère de la Culture) et de l’INA-GRM. Création janvier 2009 à la salle O. Messiaen de la Maison de Radio-France (Paris).
- Fantaisie diabolique  (2012) 15:05. Commande de l’INA-GRM. Création Auditorium Saint-Germain (Paris).
- Opéra Diabolique (2014) 27:10. Commande de l’État (Ministère de la Culture) et de l’INA-GRM. Création janvier 2014.

### Musique de film
- Henri Derycke, sculpteur (1984) 27:00. Studio de l'auteur pour un film biographique.

### Multimédia
- Fontaines (1978) 8:00. Pour l’inauguration des Fontaines monumentales d’Agam (Parvis de la Défense, Paris) par le Ministre de la Culture et de la Communication. Puis diffusion hebdomadaire de 1977 à 1990.

### Création radiophonique
- La séance de Musique (1991) 30:00. Commande de France Culture.

## Écrits
- Pour une écriture de l'Espace, L'Espace du son I, revue d'esthétique, 1988, Belgique.
- La Polyphonie spatiale, L'Espace du son II, 1991.
- Vous avez dit acousmatique ?, Quelles sont les conditions nécessaires et suffisantes pour qu'une œuvre soit acousmatique ? 1991.
- L'illusion de la Forme dans l'espace virtuel, revue d'esthétique musicale Ars Sonora INA/GRM, 1992.
- François Bayle, parcours d'un compositeur, témoignage sur l'œuvre du compositeur, 1994.
- Acousmatique, un art confidentiel ?, INA/GRM Ars Sonora, 1996.
- Le son, un substitut de la musique ?, contribution à l'ouvrage de François Delalande Le Son des Musiques, éd.Buchet/Chastel, 2001.